# Libjo
Libjo é um município de  quinta classe de renda municipal (d) na província Ilhas de Dinagat, nas Filipinas. De acordo com o censo de 1 de maio  de  2020 possui uma população de 18 051 pessoas e 4 425 domicílios.